# Вамеш (Галац)
Вамеш (рум. Vameș) насеље је у Румунији у округу Галац у општини Писку. Oпштина се налази на надморској висини од 23 m.

## Становништво
Према подацима из 2002. године у насељу је живело 489 становника, од којих су сви румунске националности.